# Notosudidae
Notosudidae — родина костистих риб ряду авлопоподібних (Aulopiformis). Це дрібні глибоководні риби, що поширені у всіх океанах.

## Класифікація
Родина налічує 17 видів у трьох родах:
- Ahliesaurus
- Luciosudis
- Scopelosaurus

Види колишнього роду Notosudis віднесені зараз до роду Scopelosaurus.